# Stadhouderspoort (Breda)

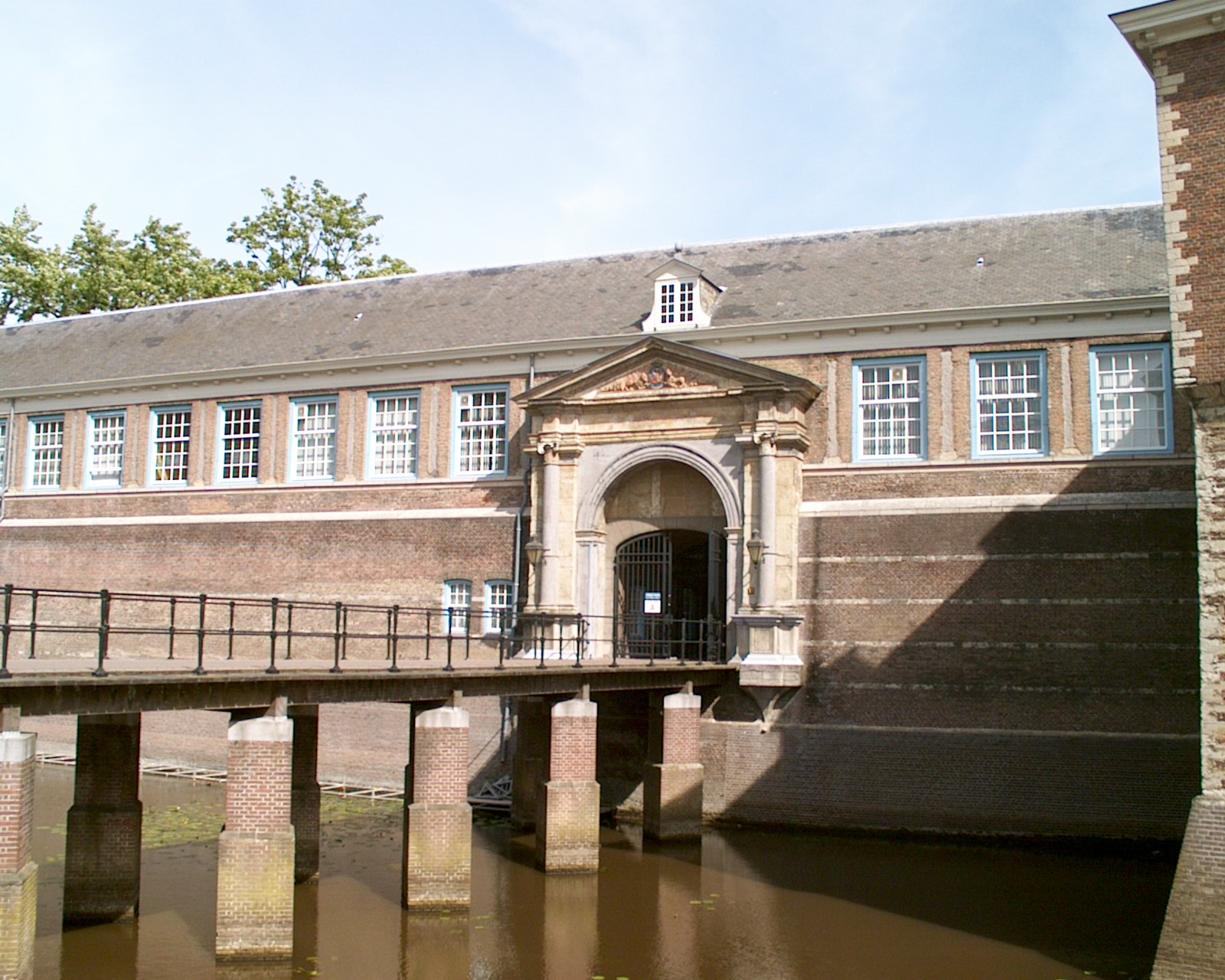
Stadhouderspoort

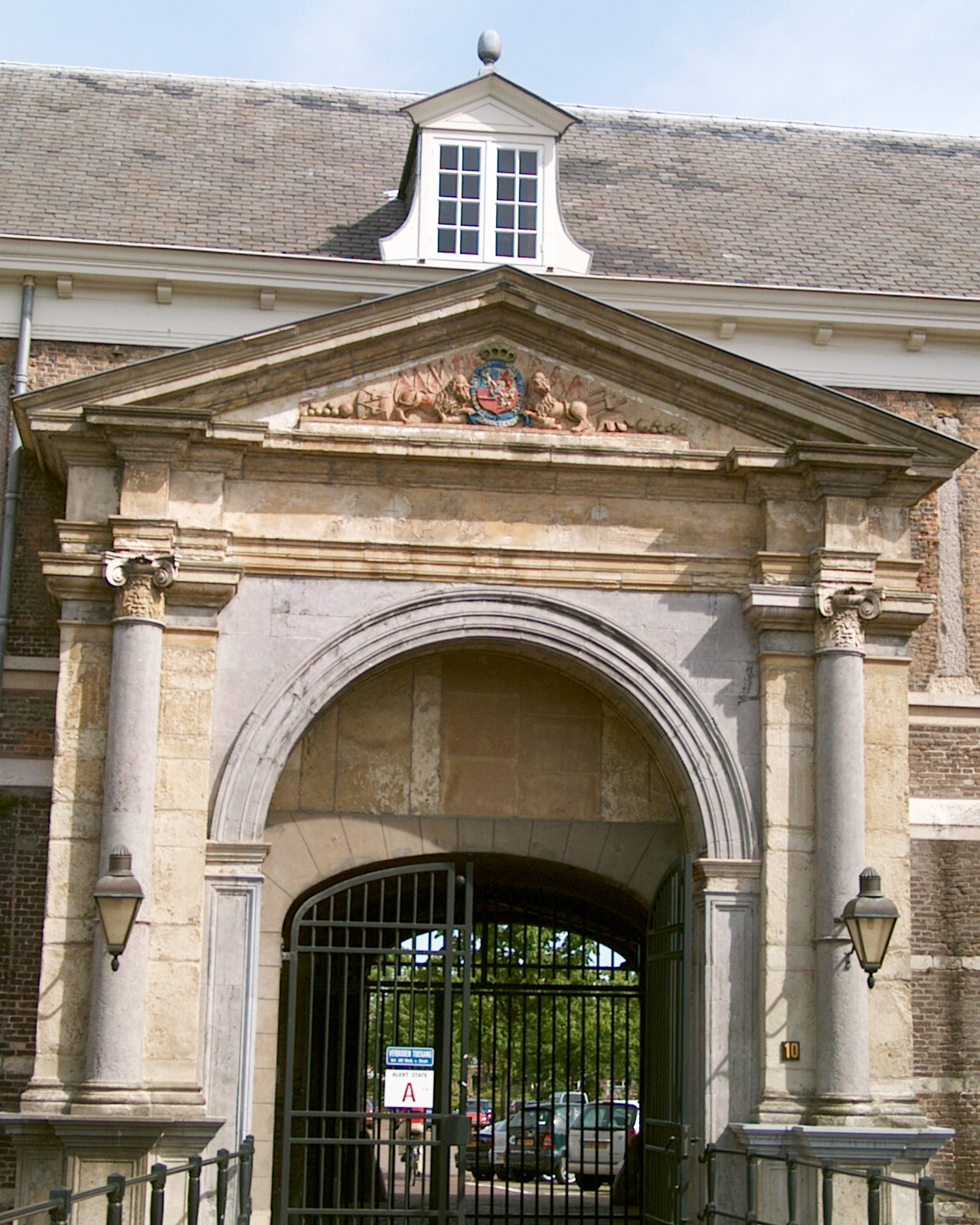

De Stadhouderspoort is een van de toegangspoorten van het Kasteel van Breda in het centrum van Breda. Het Kasteel is voorzien van een slotgracht, maar de Stadhouderspoort kan bereikt worden over een loopbrug, na eerst de Kraanpoort met poortgebouw door te zijn gegaan. De Stadhouderspoort is voorzien van een driehoekig fronton en draagt het wapen van stadhouder Willem V waar omheen het devies van de Orde van de Kousenband "Honi soit qui mal y pense" (Schande over hem die er kwaad van denkt). De zuidkant van de poort is in 1959 gerestaureerd.